# Wybory prezydenckie w Stanach Zjednoczonych w 1992 roku
Wybory prezydenckie w Stanach Zjednoczonych w 1992 roku zaznaczyły się pokonaniem urzędującego prezydenta, który jeszcze do niedawna był bardzo popularnym, uznanym wręcz za niepokonanego, przywódcą, a także uzyskaniem przez niezależnego kandydata bardzo dużego odsetka głosów.
| 1988 ← 3 XI 1992 → 1996 |                                                                                      |                                                                                         |                                                                                    |
| --- | ------------------------------------------------------------------------------------ | --------------------------------------------------------------------------------------- | ---------------------------------------------------------------------------------- |
| - Kandydat na prezydenta - Partia polityczna - Stan macierzysty - Kand. na wiceprezydenta - Głosy elektorskie - Stany - Głosy powszechne - Wyniki procentowe | - Bill Clinton - demokrata - Arkansas - Al Gore - 370 - 32 + DC - 44 909 806 - 43,0% | - George H.W. Bush - republikanin - Teksas - Dan Quayle - 168 - 18 - 39 104 550 - 37,5% | - Ross Perot - bezpartyjny - Teksas - James Stockdale - 0 - 0 - 19 743 821 - 18,9% |

## Główni kandydaci
| Lp. | Kandydat na prezydenta | Kandydat na wiceprezydenta | Logo kampanii | Partia               | Hasło wyborcze                                  |
| --- | ---------------------- | -------------------------- | ------------- | -------------------- | ----------------------------------------------- |
| 1.  | George H.W. Bush       | Dan Quayle                 |               | Partia Republikańska | Razem z Prezydentem (Stand by the President)    |
| 2.  | Bill Clinton           | Al Gore                    |               | Partia Demokratyczna | Dla ludu, dla zmiany (For people, for a change) |
| 3.  | Ross Perot             | James Stockdale            |               | Bezpartyjny          | Wreszcie Przywództwo (Leadership for a change)  |

## Sytuacja
Początkowo urzędujący od roku 1989 republikański prezydent i przez dwie poprzednie kadencje wiceprezydent George H.W. Bush uchodził za niemalże niezwyciężonego. Za jego kadencji miał miejsce kres zimnej wojny (choć, według wielu, nie była to jego, ile wcześniejszych wydarzeń, bezpośrednia zasługa), upadł Mur Berliński oraz Stany Zjednoczone zadały klęskę Irakowi w czasie I wojny w Zatoce Perskiej, po tym, jak iracki dyktator (i, znamienne, do niedawna jeden z najbliższych sojuszników USA w regionie) Saddam Husajn, napadł i zajął Kuwejt, wyzwolony potem przez US Army.
Ale gospodarka i sprawy wewnętrzne znajdowały się w wyraźnym zastoju, co teraz było głównym przedmiotem zainteresowania Amerykanów, niż polityka zagraniczna. Generalnie Bush uznawany jest za lepszego prezydenta „polityki zagranicznej” niż wewnętrznej, choć i w tym pierwszym przypadku nie brakuje pewnych ocen krytycznych.

## Nominacje

### Partia Republikańska
Urzędujący prezydent Bush i wiceprezydent Dan Quayle zostali łatwo nominowani ponownie. Jednym z ich bardzo nielicznych oponentów był Pat Buchanan, który w pierwszych prawyborach w stanie New Hampshire uzyskał znaczny odsetek głosów. O nominację starał się m.in. David Duke – nacjonalista z Luizjany i były lider Ku Klux Klanu.
Wśród wielu działaczy rządzącej partii silna była tendencja do wymiany kandydata na wiceprezydenta, gdyż, według nich, Quayle był dla Busha bardziej obciążeniem, niż atutem (wypominano mu słynne gafy i uchylanie się od służby wojskowej w czasie wojny w Wietnamie). Ale Bush osobiście bronił Quayle’a choć potem nazwał decyzję o wybraniu go swym partnerem największym błędem swojego życia.

### Partia Demokratyczna

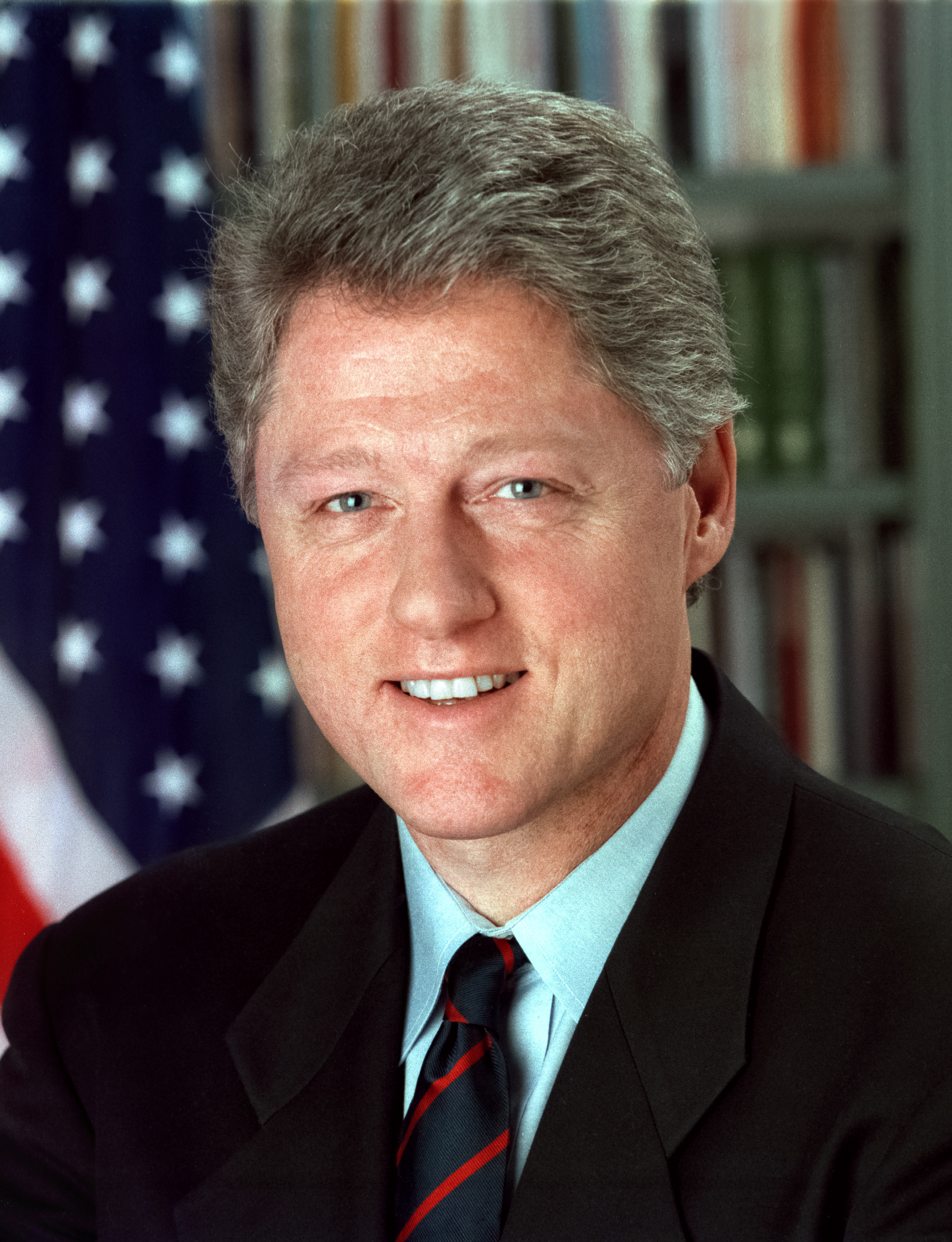
Gubernator Bill Clinton z Arkansas
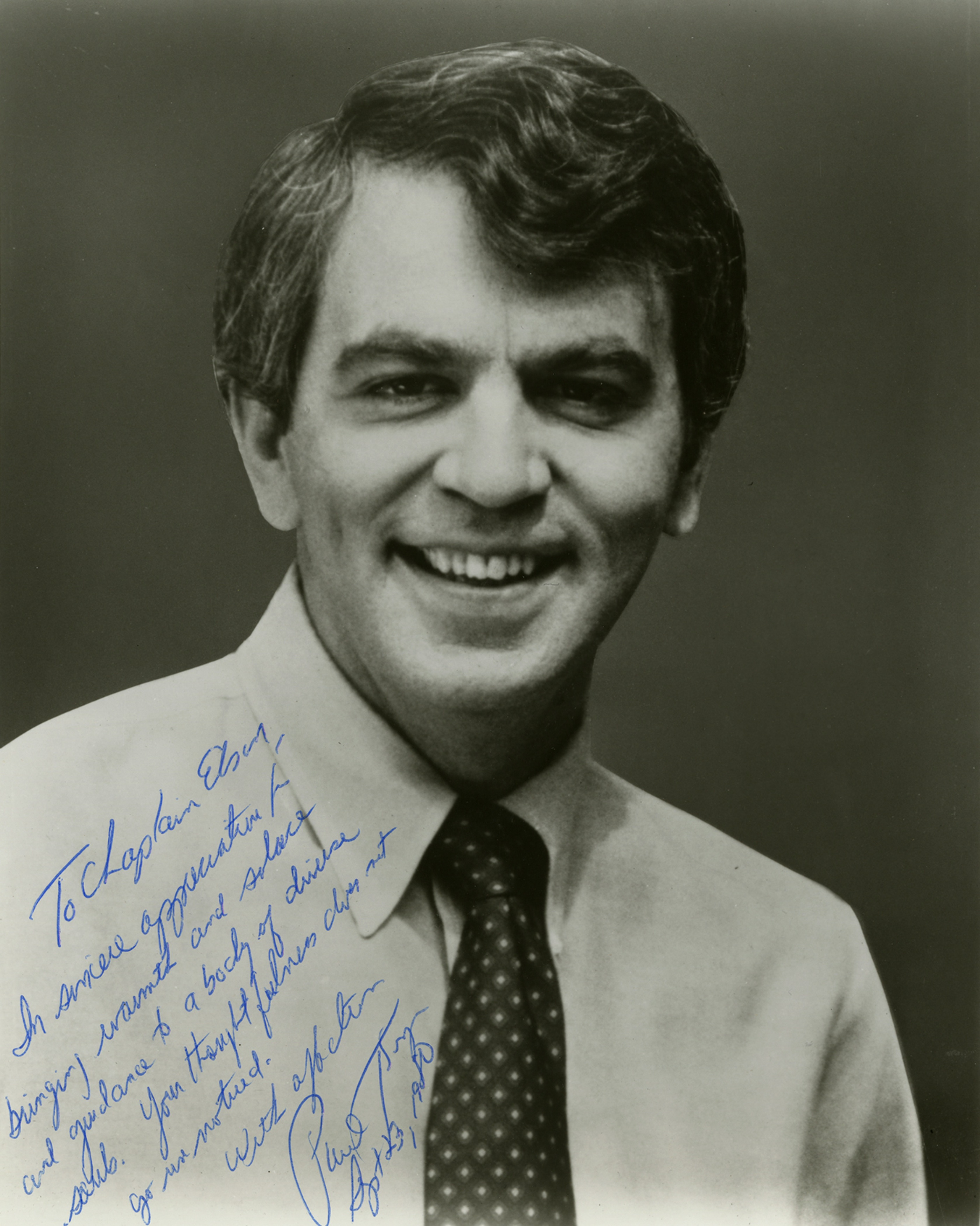
Były senator Paul Tsongas z Massachusetts
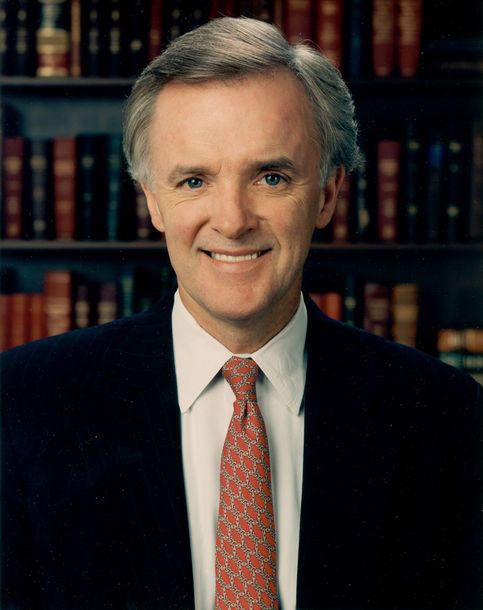
Senator Bob Kerrey z Nebraski
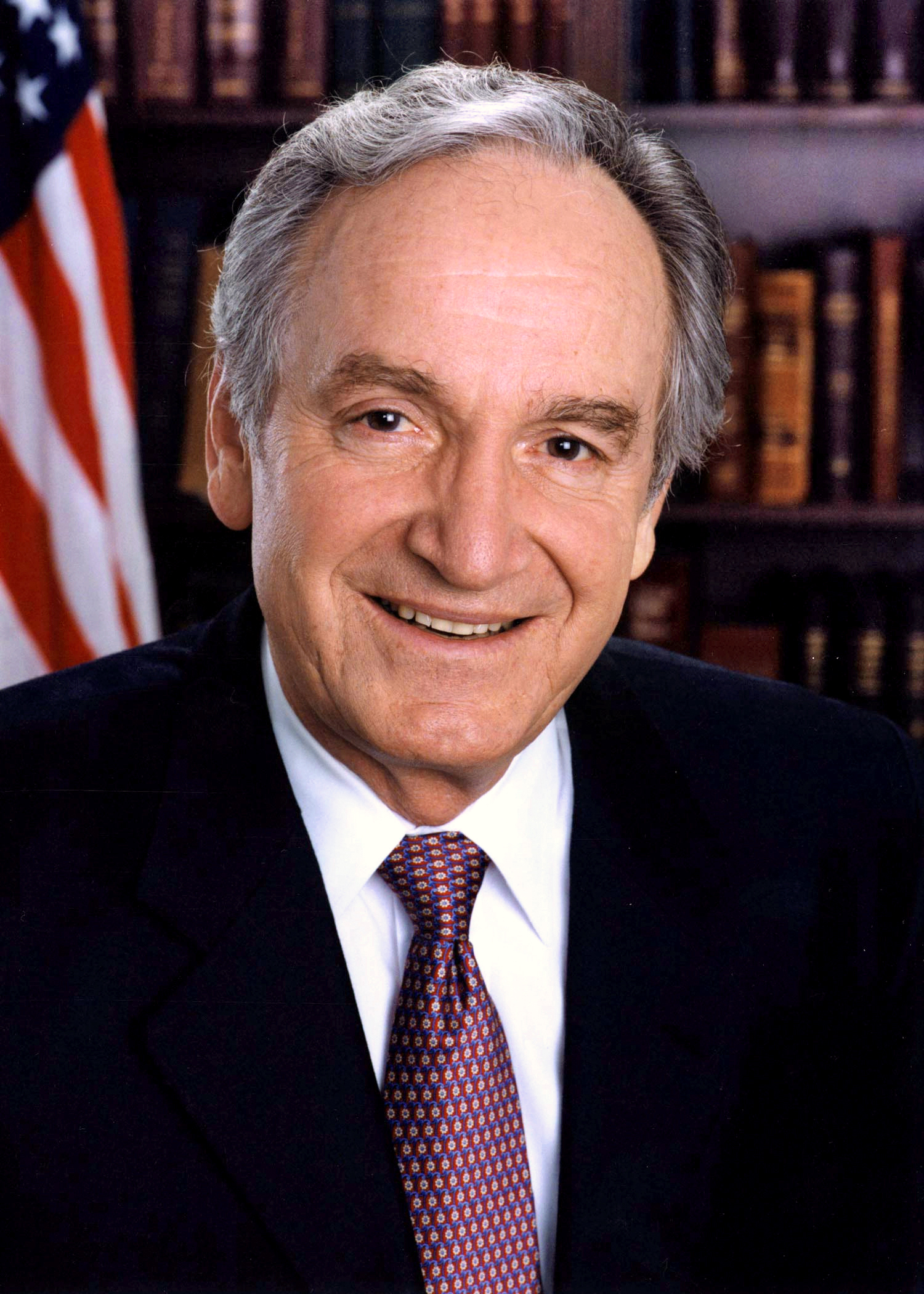
Senator Tom Harkin z Iowa

Ponieważ kampania zaczynała się na dobrą sprawę już w roku 1991, kiedy Bush był politykiem bardzo popularnym, przeto wielu znanych pretendentów, jak lider większości Izbie Reprezentantów Dick Gephardt, gubernator stanu Nowy Jork Mario Cuomo czy senatorowie Al Gore z Tennessee i Jay Rockefeller z Wirginii Zachodniej ogłosiło, że nie będą stawać przeciwko Bushowi. Otworzyło to drogę innym.

#### Kandydaci do nominacji
- Larry Agran, Burmistrz Irvine (Kalifornia)
- Jerry Brown, były Gubernator Kalifornii i kandydat do nominacji w latach 1976 i 1980
- Bill Clinton, Gubernator Arkansas w latach 1979–1981 i ponownie od 1983
(zobacz też: Nowe Południe)
- Tom Harkin, Senator z Iowa
- Bob Kerrey, Senator i były gubernator Nebraski
- Tom Laughlin, aktor i reżyser z Kalifornii
- Eugene McCarthy, były senator z Minnesoty i kandydat do nominacji w latach 1968 i 1972
- Paul Tsongas, były senator z Massachusetts
- Douglas Wilder, Gubernator Wirginii
- Charles Woods, milioner z Alabamy, były kandydat na senatora i gubernatora Alabamy

#### Wynik prawyborów
Pierwsze prawybory w New Hampshire wygrał były senator Tsongas, Clinton znalazł się na drugim miejscu, zaś Cuomo, mimo że oficjalnie nie kandydował, na trzecim.
Jednakże to Clinton, mimo że podczas kampanii stawiano mu zarzutów o niewierność małżeńską i unikanie służby wojskowej (jak Quayle) w czasie wojny wietnamskiej, zdobył nominację po serii spektakularnych zwycięstw w prawyborach, gdzie musiał wciąż mierzyć się z wizerunkiem miękkiego, stereotypowego demokraty (zobacz: Ricky Ray Rector). Clinton zaprezentował się ostatecznie jako przedstawiciel nowej generacji demokratów i polityk trzeciej drogi, choć pozostawał w większym stopniu liberałem.

#### Nominacja na wiceprezydenta
Clinton rozważał różne kandydatury na swego wiceprezydenckiego partnera na liście. Jedni doradzali mu, w tym George Stephanopoulos, aby wybrał Gephardta lub Cuomo, ale ten zdecydował się na Ala Gore’a.
Gore, były kongresmen, a wtedy senator z Tennessee, kandydował do nominacji w roku 1988, ale jej nie uzyskał (kandydatem został wtedy Michael Dukakis). W kongresie zasłynął jako krytyk polityki zbrojeniowej Reagana (choć, jako jeden z nielicznych demokratów, popierał interwencję w Zatoce Perskiej) i zwolennik ochrony środowiska.
Ciekawym jest fakt, iż własną kampanię o nominację na wiceprezydenta u boku Clintona prowadził też były gubernator Massachusetts (1963–1965) Endicott Peabody, w owym czasie człowiek 72-letni. Nikt jednak nie potraktował tego, chyba poza nim samym, poważnie.
Clinton miał w owym czasie 46 lat, a Gore 44. Ich łączny wiek jako listy, czyli 90 lat, jest najmłodszym tandemem wyborczym w historii dwóch głównych partii.

### „Ten trzeci”
Udział w wyborach zadeklarował też miliarder z Teksasu Ross Perot, który, wedle słów Stephanopoulosa, był tubą wszelkiego niezadowolenia wyborców. Jego kandydatem na wiceprezydenta był emerytowany admirał James Stockdale z Kalifornii.

### Mniejsze partie popierają
Partia Liberalna z Nowego Jorku udzieliła nominacji demokracie Clintonowi, zaś Partia Konserwatywna z tego samego stanu Bushowi, podobnie jak ruch Right to Life.

## Przebieg kampanii
Bush, który odczuwał coraz większe zniecierpliwienie wyborców swoją pasywną i nijaką polityką wewnętrzną, atakował Clintona za brak charakteru, a niektórzy przeciwni mu konserwatyści rozpuszczali plotki o jego romansach. Wypominano mu też sprzeciw wobec wojny wietnamskiej.
Clinton ze swej strony atakował Busha za ową pasywność, jaką wykazywał w sprawach domestic issues. Na jego korzyść działała też znaczna różnica wieku (Bush zbliżał się do siedemdziesiątki) oraz wzorowanie się na Johnie F. Kennedym, którego Clinton, jeszcze jako uczeń, poznał w czasie wizyty w Białym Domu.
Perot zaś we wszystkich sondażach był wyraźnie trzeci i zanosiło się na to, że zdobędzie bardzo dużo, jak na kandydata niezależnego, głosów, co mogłoby przeważyć na szansach któregoś z głównych kandydatów.

## Rezultat
Wyglądało na to, że Perot odebrał więcej głosów Bushowi, niż Clintonowi. Ale to nie była jedyna z przyczyn porażki urzędującego prezydenta. Wyborcy wybrali zmianę pokoleniową, zmęczeni też 12-letnimi rządami republikanów, nieudanymi w oczach wielu z nich z punktu widzenia polityki wewnętrznej i gospodarczej (teraz ich zdaniem bardziej istotnej) i jego lekceważącym stosunkiem do rywali w czasie kampanii i debat telewizyjnych.

### Szczegółowe wyniki
| Na prezydenta     | Partia        | Stan       | % głosów | Głosy powszechne | Głosy elektorskie |
| ----------------- | ------------- | ---------- | -------- | ---------------- | ----------------- |
| Bill Clinton      | demokrata     | Arkansas   | 43,0%    | 44 909 806       | 370               |
| George H.W. Bush  | republikanin  | Teksas     | 37,4%    | 39 104 550       | 168               |
| Ross Perot        | niezależny    | Teksas     | 18,9%    | 19 743 821       | 0                 |
| Andre V. Marrou   | libertarianin | Alaska     | 0,3%     | 290 087          | 0                 |
| Bo Gritz          | populista     | Oklahoma   | 0,1%     | 106 152          | 0                 |
| Pozostali         | –             | –          | 0,3%     | 269 507          | 0                 |
| Na wiceprezydenta | Partia        | Stan       | –        | –                | Głosy elektorskie |
| Al Gore           | demokrata     | Tennessee  | –        | –                | 370               |
| Dan Quayle        | republikanin  | Indiana    | –        | –                | 168               |
| James Stockdale   | (Z Perotem)   | Kalifornia | –        | –                | 0                 |
| Nancy Lord        | libertarianka | ?          | –        | –                | 0                 |
| Cy Minnet         | populista     | ?          | –        | –                | 0                 |
| Pozostali         | –             | –          | –        | –                | 0                 |

### Podsumowanie
- Choć południe USA głosowało od 1980 roku na republikanów, to Clinton, południowiec, zdobył znaczną ich liczbę, co nie udało się Gore’owi, kiedy samodzielnie kandydował w roku 2000
- Wynik uzyskany przez Perota był najlepszym wynikiem kandydata spoza dwóch głównych partii od czasów kandydatury byłego prezydenta Theodore’a Roosevelta w roku 1912 z ramienia progresywistów (był wtedy lepszy od republikanina Williama Tafta)
- Demokraci powiększyli też stan posiadania w Kongresie, gdzie i tak mieli większość